# Pirymetamina
Pirymetamina – organiczny związek chemiczny, środek stosowany w leczeniu malarii, toksoplazmozy, zapalenia płuc wywołanego przez Pneumocystis carinii oraz czerwienicy. Opracowany w 1953 roku przez Gertrudę Elion i George’a Hitchingsa w laboratorium przedsiębiorstwa Wellcome.
W 2015 r. Martin Shkreli wykupił prawa do jedynego dostępnego w Stanach Zjednoczonych preparatu zawierającego pirymetaminę (nazwa handlowa Daraparim) i podniósł jego cenę z 13,5 dolara do 750 dolarów, co wywołało oburzenie w mediach. 
W XXI w. stwierdzono, że pirymetamina hamuje działanie czynnika transkrypcyjnego STAT3, który w komórkach nowotworowych jest zbyt aktywny, prowadząc do angiogenezy, zapobiegając apoptozie komórek i ułatwiając przerzuty nowotworowe. Amerykańskie badania kliniczne w leczeniu przewlekłej białaczki limfocytowej zaplanowano zakończyć w 2020 roku, natomiast w Polsce w 2018 r. podjęto badania w zakresie leczenia potrójnie negatywnego raka piersi.

## Działanie przeciwpasożytnicze
Pirymetamina działa na postacie krwinkowe i pozakrwinkowe Plasmodium vivax, Plasmodium falciparum i Plasmodium malariae. W bardzo małym stopniu działa na gametocyty tych pasożytów.

## Preparaty
- preparaty proste: Daraprim, Pyrymetamin
- preparaty złożone: Fansidar (pirymetamina + sulfadoksyna)